# Rochelle Stevens
Rochelle Stevens (Memphis, Estados Unidos, 8 de septiembre de 1966) fue una atleta estadounidense, especializada en la prueba de 4x400 m en la que llegó a ser subcampeona mundial en 1991 y campeona en 1995.

## Carrera deportiva
En el Mundial de Tokio 1991 ganó la medalla de plata en los relevos 4x400 metros, con un tiempo de 3:20.15 segundos, tras la Unión Soviética y por delante de Alemania, siendo sus compañeras de equipo: Diane Dixon, Jearl Miles y Lillie Leatherwood.
Y en el Mundial de Gotemburgo 1995 ganó el oro en la misma prueba por delante de Rusia y Australia.